# Metropolia di Kitros, Katerini e Platamonas

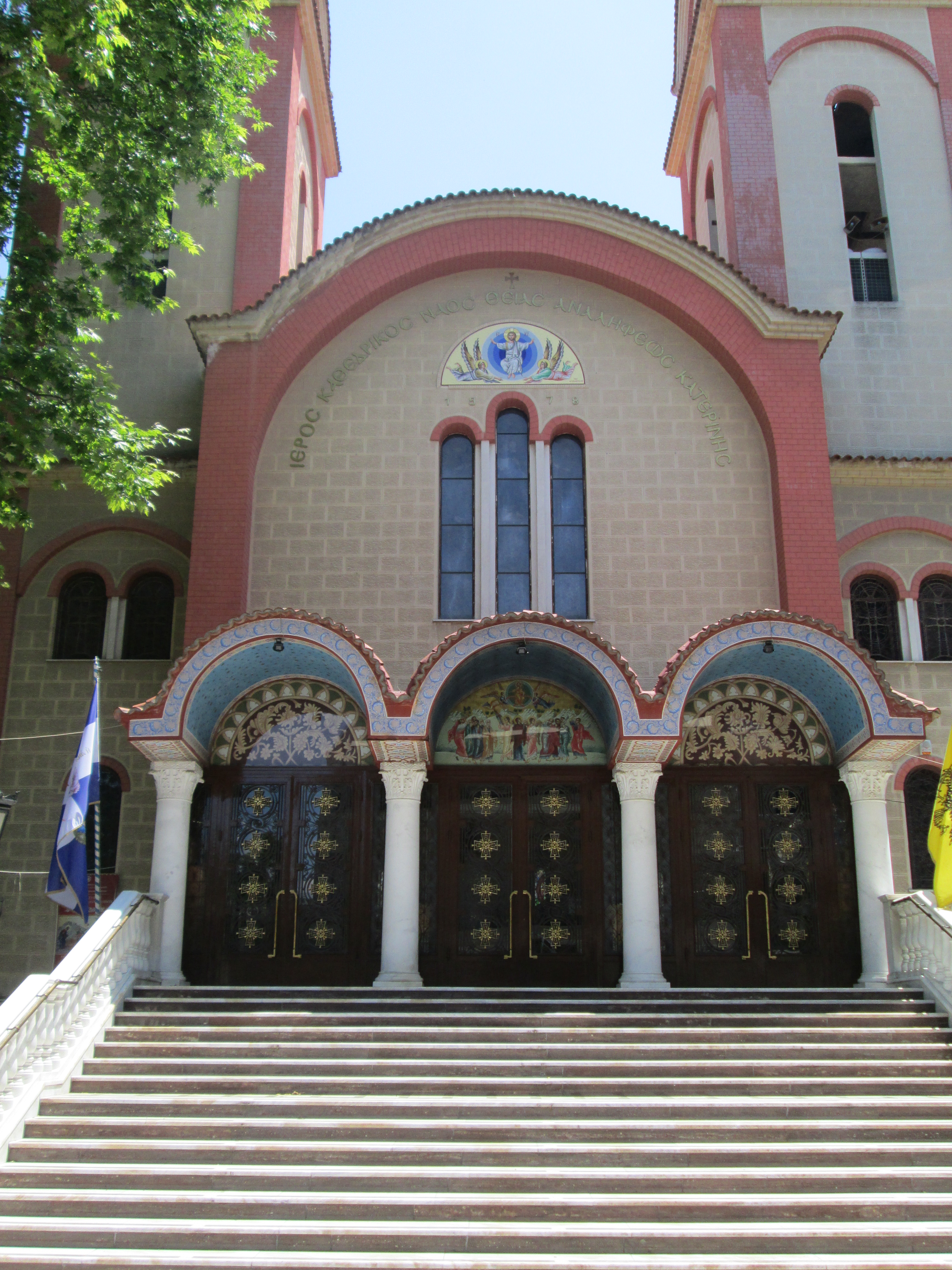
La cattedrale dell'Ascensione di Katerini.

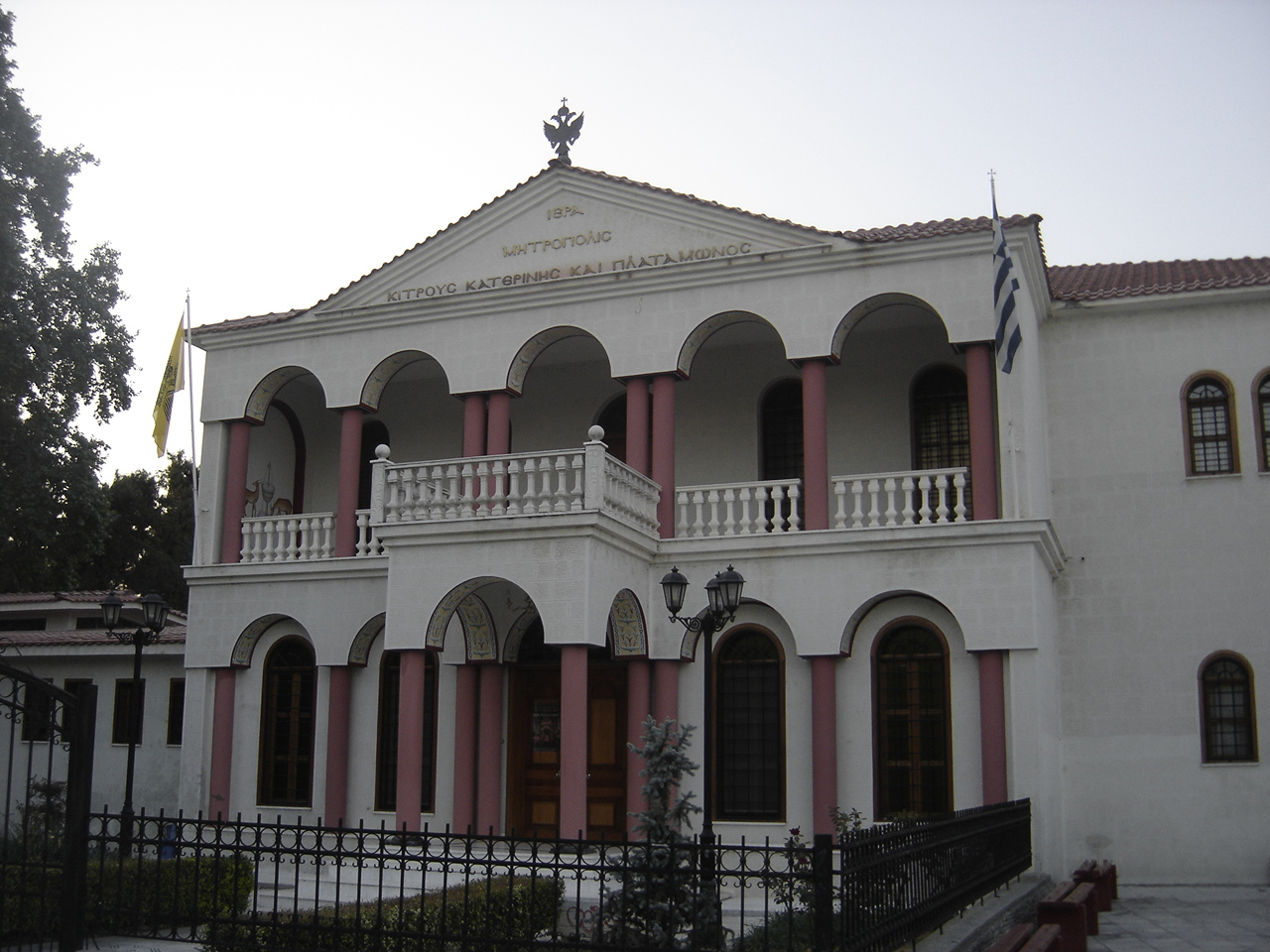
La sede della curia metropolitana a Katerini.

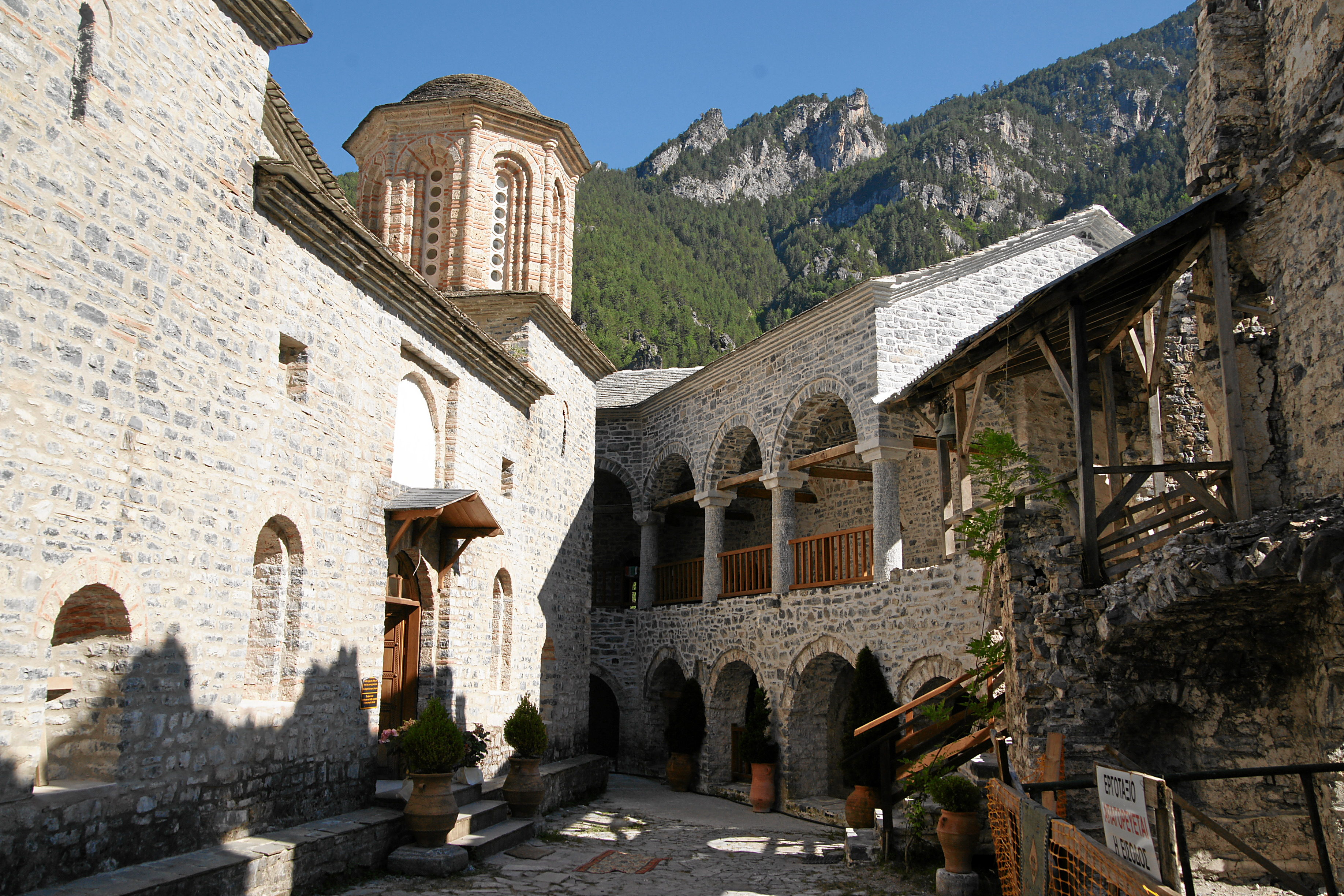
Il monastero di San Dionisio all'Olimpo.

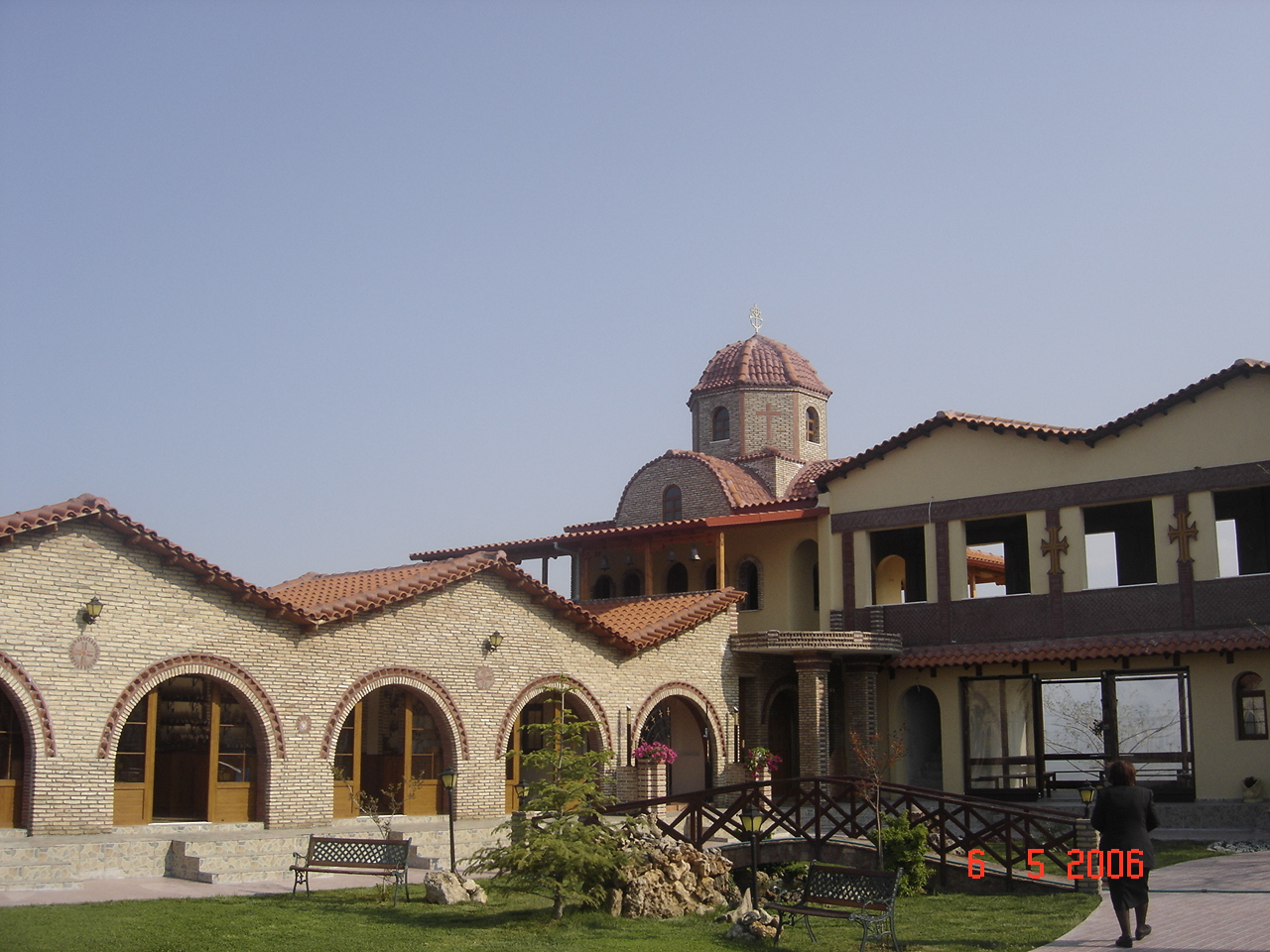
Il monastero di Sant'Efrem di Kondariotissa.

La metropolia di Kitros, Katerini e Platamonas (in greco: Ιερά Μητρόπολις Κίτρους, Κατερίνης και Πλαταμώνος; Ierá Mitrópolīs Kitrous, Katerinis kai Platamonos) è una diocesi del patriarcato ecumenico di Costantinopoli, pastoralmente affidata alla Chiesa di Grecia, con sede a Katerini, nella Macedonia Centrale, dove si trova la cattedrale metropolitana dell'Ascensione.
Dal 27 febbraio 2014 il metropolita è Giorgio Crisostomou.

## Territorio
La metropolia comprende per intero l'unità periferica di Pieria nella Macedonia Centrale.
Sede del metropolita è la città di Katerini, dove si trova la cattedrale metropolitana dell'Ascensione.
Sul territorio della metropolia si trovano 10 monasteri ortodossi.
Dal punto di vista canonico, la metropolia fa parte del patriarcato ecumenico di Costantinopoli. Tuttavia, trovandosi in territorio greco, la gestione pastorale è affidata alle cure dell'arcivescovo di Atene e della Chiesa di Grecia.

## Storia
Il nome dell'odierna metropolia fa riferimento a due antiche diocesi di epoca bizantina, Citro e Platamone, entrambe suffraganee della metropolia di Salonicco.
La sede di Platamone, unita a quella di Licostomio, è documentata in una sola Notitia Episcopatuum del patriarcato di Costantinopoli, attribuita agli inizi del XV secolo, poco prima della caduta di Costantinopoli in mano ottomana. Nessun vescovo comunque è tramandato dalla tradizione, per nessuna delle due sedi, nel primo millennio cristiano.
La sede di Citro (Kitros), nota anche come Pidna, è documentata nelle Notitiae Episcopatuum fino al XV secolo, ma storicamente è attestata solo alla fine del IX secolo con il vescovo Germano, che prese parte ai concili di Costantinopoli dell'869-870 e dell'879-880, che trattarono la questione del patriarca Fozio di Costantinopoli.
Nel corso del XIX secolo la sede episcopale fu trasferita da Kitros a Kolindros e poi a Ekaterini. Il 7 ottobre 1924 la diocesi di Kitros fu elevata a rango di metropolia. Nel 1977 la metropolia assunse il nome di "Kitros e Katerini", a cui, nel 1996, fu aggiunto anche il titolo di Platamonas.

## Cronotassi
- Germano † (prima dell'869 - dopo l'880)[7]
- Metodio † (menzionato nell'879/880)[8]
- Panareto † (menzionato nel 996/880)[9]
- Costantino † (XI secolo)[10]
- Anonimo † (XI/XII secolo)[11]
- Leone † (XI/XII secolo)[12]
- Anonimo † (prima del 1093 - dopo il 1107)[13]
- Giovanni Sekontenos † (menzionato tra il 1294 e il 1295)[14]
- Giorgio † (menzionato nel 1329 circa)[15]
- Giacomo † (menzionato nel 1341 circa)[16]
- Gregorio † (? - 26 luglio 1382 eletto metropolita di Lacedemonia)[17]
- Neofito † (menzionato nel 1486)
- Sofronio † (menzionato nel 1541)[18]
- Damasceno † (menzionato tra il 1560/61 e il 1565)
- Luciano † (menzionato tra il 1567 e il 1569)
- Zosimo † (prima del 1590 - 12 settembre 1607 eletto metropolita di Salonicco)
- Geremia † (menzionato nel 1612)
- Anonimo † (1612 - 1615)
- Geremia † (1615 - dopo il 1618) (per la seconda volta)
- Antimo † (menzionato nel 1649)
- Gioacchino † (4 maggio 1662 - 18 ottobre 1679 eletto metropolita di Veria)
- Atanasio † (menzionato nel 1725)
- Anonimo † (menzionato nel 1759)
- Dionisio † (menzionato nel 1767/1769)
- Anonimo † (menzionato nel 1785)
- Ignazio † (? - novembre 1791 eletto metropolita di Kassandra)
- Zaccaria † (novembre 1791 - 1801 o 1812)
- Melezio Kyriakos † (1812 - 18 maggio 1821 deceduto)
- Cirillo Perpyras † (1821 - ottobre 1838 dimesso)
- Samuele † (25 ottobre 1838 - 1840 deceduto)
- Melezio † (1840 - 15 ottobre 1846 dimesso)
- Gregorio † (novembre 1846 - 19 luglio 1853 deceduto)
- Teocleto † (22 luglio 1853 - luglio 1865 deceduto)
- Gioannizio † (22 luglio 1853 - luglio 1865 deceduto)
- Filareto Megavoulis † (15 agosto 1865 - 21 gennaio 1871 deceduto)
- Doroteo † (25 marzo 1871 - 12 marzo 1873 eletto metropolita di Eno)
- Melezio Kavasilas † (12 marzo 1873 - 29 marzo 1875 dimesso)
- Nicola Lousis † (6 aprile 1875 - maggio 1878 dimesso)
- Gioannizio Margaritis † (luglio 1878 - settembre 1885 dimesso)
- Leonzio Eleftheriadis † (29 settembre 1885 - 12 agosto 1893 eletto metropolita di Paramythia)
- Nicola Sakkopoulos † (5 novembre 1893 - 16 aprile 1896)
- Teoclito Papaioannou † (23 agosto 1896 - 18 febbraio 1904)
- Partenio Vardakas † (22 febbraio 1904 - 25 febbraio 1933 deceduto)
- Costantino Koidakis † (23 marzo 1934 - 31 gennaio 1954 dimesso)
- Barnaba Georgzatos † (29 marzo 1954 - 19 agosto 1985 deceduto)
- Agatonico Faturos † (24 novembre 1985 - 11 novembre 2013 dimesso)
- Giorgio Crisostomou, dal 27 febbraio 2014